# Sunnemo
Sunnemo – miejscowość (tätort) w Szwecji, w regionie administracyjnym (län) Värmland, w gminie Hagfors.
Według danych Szwedzkiego Urzędu Statystycznego liczba ludności wyniosła: 276 (31 grudnia 2015), 288 (31 grudnia 2018) i 295 (31 grudnia 2019).